# مصارعة الكباش

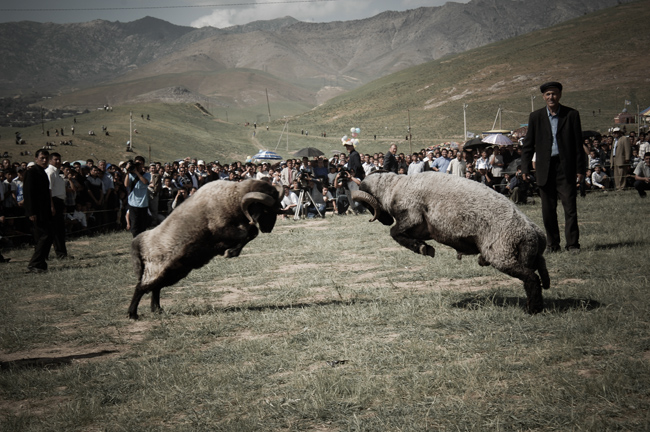
مصارعة الكباش في شهرسبز، أوزبكستان.

مصارعة الكباش أو مُناطحة الأكباش أو مُناطحة التيوس هي رياضة دموية بين كبشين تُقام في حلقة أو مساحة مفتوحة. تنتشر هذه الرياضة عادة بين مربي الأغنام في بلدان مثل نيجيريا وأوزبكستان وإندونيسيا.
على الرغم من تصنيفها على أنها رياضة دموية ومن أشكال القسوة على الحيوانات، إلا أنَّ مصارعة الكباش نادرًا ما تؤدي إلى وفاة الكبش المهزوم؛ حيث يُسمح للخاسر في كثير من الأحيان بالفرار من الساحة.

## تاريخ

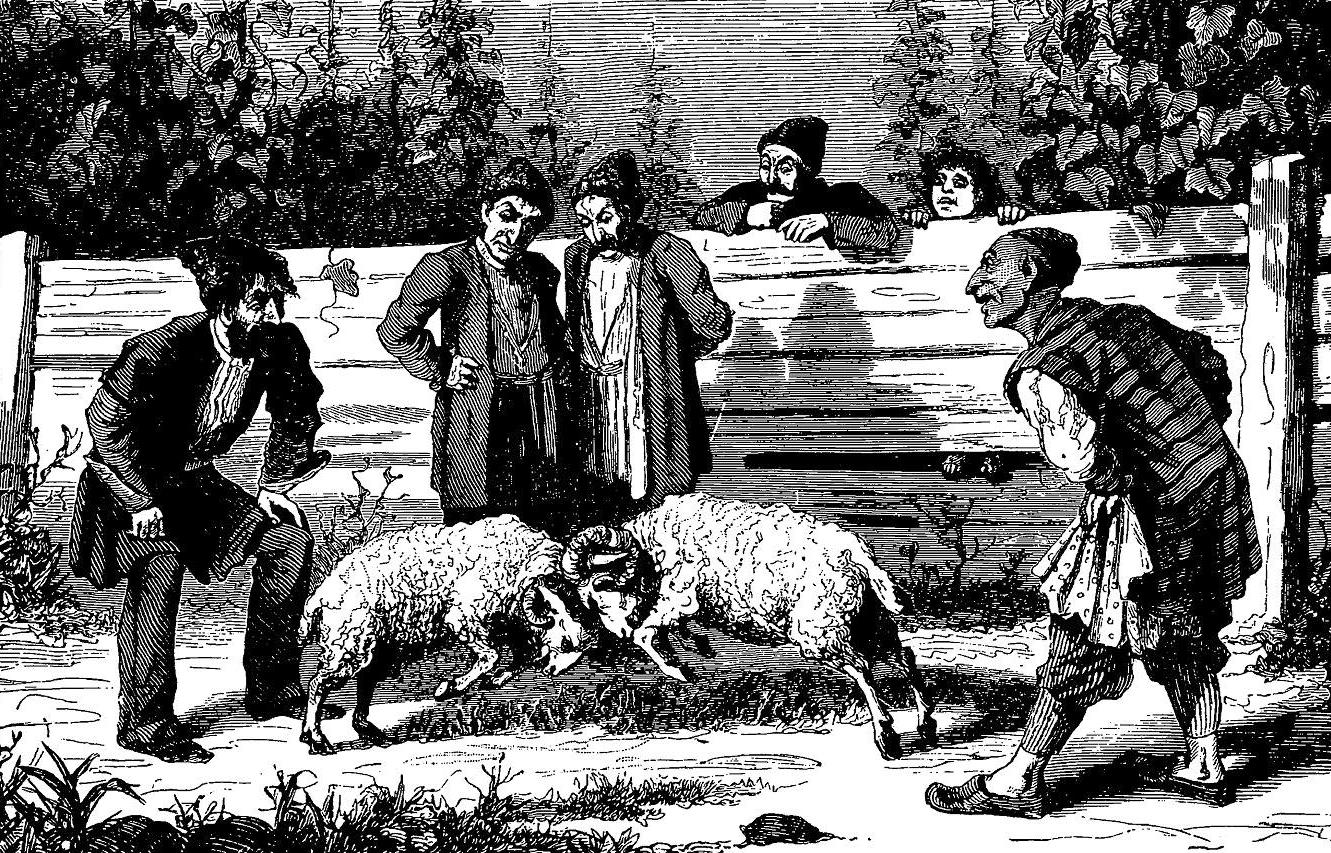
مصارعة كباش في تبليسي، ج. 1884

## روابط خارجية
- العالم الوحشي لمصارعة الأغنام: الرياضة غير المشروعة التي يعشقها "الجيل الضائع" في الجزائر - صحيفة الجارديان